# Stochov
Stochov è una città della Repubblica Ceca facente parte del distretto di Kladno, in Boemia Centrale.

## Monumenti e luoghi d'interesse
- Chiesa di San Venceslao. La dedicazione della chiesa è per Venceslao I, duca di Boemia che in questa cittadina nacque attorno al 907 circa.[3][4]